# 証人保護プログラム

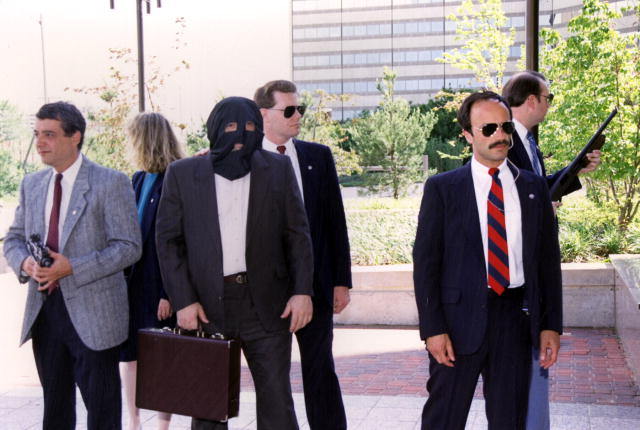
訓練の様子

証人保護プログラム（しょうにんほごプログラム、英: United States Federal Witness Protection Program, WITSEC）とは、アメリカ合衆国の法廷またはアメリカ合衆国議会における証言者を、暗殺などの報復措置（いわゆる「お礼参り」）から身辺を保護するための制度である。

## 概要
法廷や諮問委員会で、証言者を被告発者による報復から保護するために設けられた制度である。本制度はマフィアの「血の掟」によるお礼参りから証言者を保護する目的で設けられた。1960年代から部分的に始められ、1970年に組織犯罪防止法により規定された。
該当者は裁判期間中、もしくは状況により生涯にわたって保護されることとなる。その間、住所の特定されない場所に、アメリカ合衆国連邦政府による極秘で最高レベルの国家機密で居住する。その際の生活費や報酬などは全額が連邦政府から支給される。内通者による情報漏洩の可能性を考え、パスポートや運転免許、果ては社会保障番号まで全く新しいものが交付され完全な別人になる。
なお、被保護者の中でもとりわけ、アメリカ合衆国の国益に多大なる貢献をしたものは、相当裕福な経済的援助を受けることもある。居住の場所は、アメリカ合衆国内にとどまらず、ラテンアメリカ各国や、在外のアメリカ軍基地内、EU領内などのNATO軍の官舎等が割り当てられることも多々ある。
カリフォルニア州、ニューヨーク州、テキサス州などでは、さらに州独自の証人保護プログラムも備えている。

## 運用
2020年の時点で、制度が創設されて以来、約19,000人の証言者と家族が米連邦保安官によって保護されている。
ただし、全員が善良な市民というわけではなく、司法取引を行った犯罪者も多い。証人保護プログラムを創設したGerald Shurによると、被保護者の95%は「犯罪者と呼ぶべき存在」であるという。

## 連邦証人保護プログラムを扱ったフィクション

### 映画
- バラキ (1972)
- ゴッドファーザー PART II (1974)
- F/X 引き裂かれたトリック (1986)
- ジャッカー (1988)
- グッドフェローズ (1990)
- バード・オン・ワイヤー (1990)
- クール・アズ・アイス (1991)
- 天使にラブ・ソングを… (1992)
- ラピッド・ファイアー (1992)
- ペリカン文書 (1993)
- 依頼人 (1994)
- イレイザー (1996)
- フェイク (1997)
- 陰謀のセオリー (1997)
- マーキュリー・ライジング　(1998)
- ウィットネス・プロテクション～証人保護～　(2001)
- チャーリーズ・エンジェル フルスロットル (2003)
- 噂のモーガン夫妻 (2009)
- マラヴィータ (2013)
- ピエロがお前を嘲笑う (2014)

### テレビドラマ
- WITHOUT A TRACE/FBI 失踪者を追え!(Season 1, Episode 10 白夜の太陽)(2002)
- プリズン・ブレイク (Season 2)(2005)
- Dr.HOUSE (Season 1, Episode 15)(2005)
- Nip/Tuck (Season 3, Episodes 7-9)(2005)
- クリミナル・マインド FBI行動分析課(Season 3, Episode 12 父の過去、娘の秘密)(2008)
- ER緊急救命室(Season 14, Episode 19)(2008)
- 24 -TWENTY FOUR-(Season 7, Episode 20-21)(2009)
- コールドケース 迷宮事件簿(Season 6, Episode 15 証人)(2010)
- FACE MAKER(2010)
- HAWAII FIVE-0(Season 2, Episode 9)(2011)
- ザ・プロテクター/狙われる証人たち(2008-2012)
- 相棒 (season12,19話 プロテクト)(2014)
- 彼女のかけら

### 漫画・アニメ
- 名探偵コナン - 黒ずくめの組織に命を狙われた灰原哀（宮野志保）が、FBI捜査官ジョディ・スターリングから証人保護プログラムの適用を打診されるが、断る描写がある。また、CIAから黒ずくめの組織に潜入している水無怜奈の弟・本堂瑛祐もFBIから証人保護プログラムの適用を打診されるが、いずれも断った。いずれのシーンもアニメ化されている。
  - 名探偵コナン 緋色の弾丸(2021)
- 公権力横領捜査官 中坊林太郎
- 内閣権力犯罪強制取締官 財前丈太郎
- DEATHTOPIA

### ゲーム
- Mafia: The City of Lost Heaven
- グランド・セフト・オートV